# هکتور انریکه اولیوارس
هکتور انریکه اولیوارس (انگلیسی: Héctor Enrique Olivares; ۱۸ فوریهٔ ۱۹۵۸ – ۱۲ مهٔ ۲۰۱۹) یک سیاستمدار، مهندس و تولیدکننده کشاورزی آرژانتین بود. وی نماینده اتحادیه مدنی رادیکال (UCR) بود و از سال ۲۰۱۵ تا زمان مرگ در ۲۰۱۹ به عنوان نماینده مجلس نمایندگان خدمت می‌کرد. او در لا ریوخا، آرژانتین بدنیا آمد.
در ۹ مه ۲۰۱۹، اولیوارس و مشاور وی، میگل مارسلو یادون، پس از شلیک به آنها در بوینس آیرس، به شدت مجروح شدند. آنها به بیمارستان راموس مژیه در همان نزدیکی منتقل شدند. یادون در همان ورودی بیمارستان و اولیوارس در ۱۲ مه ۲۰۱۹ بعد از سه روز رسیدگی به جراحاتش کشته شدند.